# Boslar
Das Dorf Boslar gehört heute zur Stadt Linnich im Kreis Düren in Nordrhein-Westfalen.

## Geografie
Landschaftlich gehört Boslar zur intensiv ackerbaulich genutzten Jülich-Zülpicher Börde.
Das Dorf liegt oberhalb des Malefinkbachs zwischen Tetz und Hompesch. Im Norden grenzt es an Gevenich, Kofferen und Hottorf, im Süden an Broich und die A 44.

## Geschichte

### Ortsgeschichte

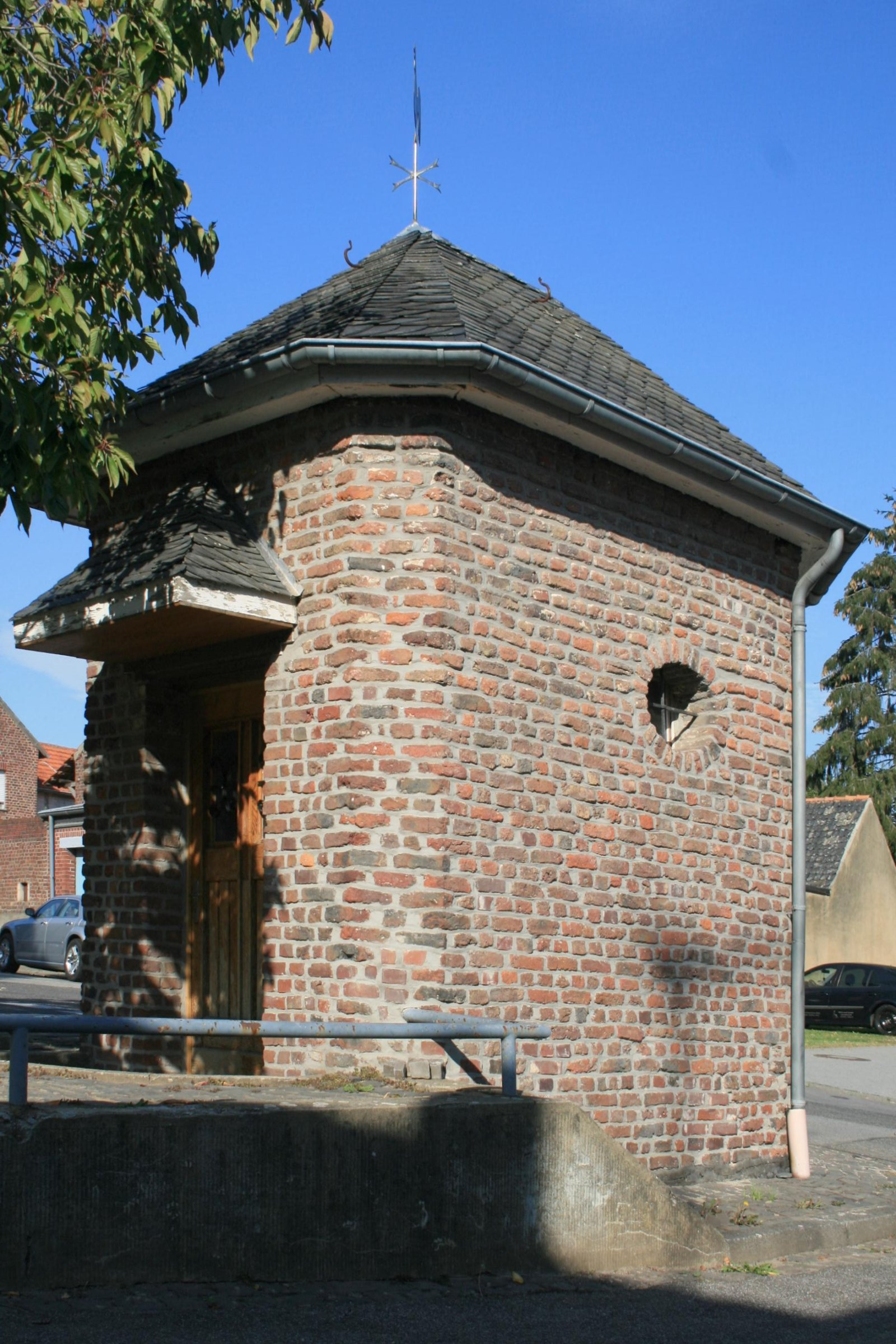
Kapelle, erbaut 1767

Der Ort wird im Mittelalter als Villa Boslare 867 urkundlich erwähnt. Die Schreibweise des Namens hat sich im Laufe der Jahre vielfach verändert.
Im früheren Mittelalter war Boslar schon ein „Dingstuhl“, eine Gerichtsstätte mit Dingbuche, zu dem zahlreiche umliegende Ortschaften gehörten. Ende des 14. Jahrhunderts wurde dieses Gericht mit dem Dingstuhl Körrenzig zum Amt Boslar im Herzogtum Jülich zusammengelegt.
Die Herren von Palant und die Herzöge von Jülich hatten abwechselnd das Kirchenpatronat inne.
Die Dorfbewohner waren Erbberechtigte am Buchholzbusch, der bis zur Mitte des 19. Jahrhunderts nördlich von Körrenzig und Hottdorf lag.
Am 24. Februar 1945 wurde Boslar von amerikanischen Soldaten der 102. Infanteriedivision der 9. US-Armee im Zuge der Operation Grenade eingenommen.
Am 1. Juli 1969 wurde Boslar nach Linnich eingemeindet.

### Jüdischer Friedhof

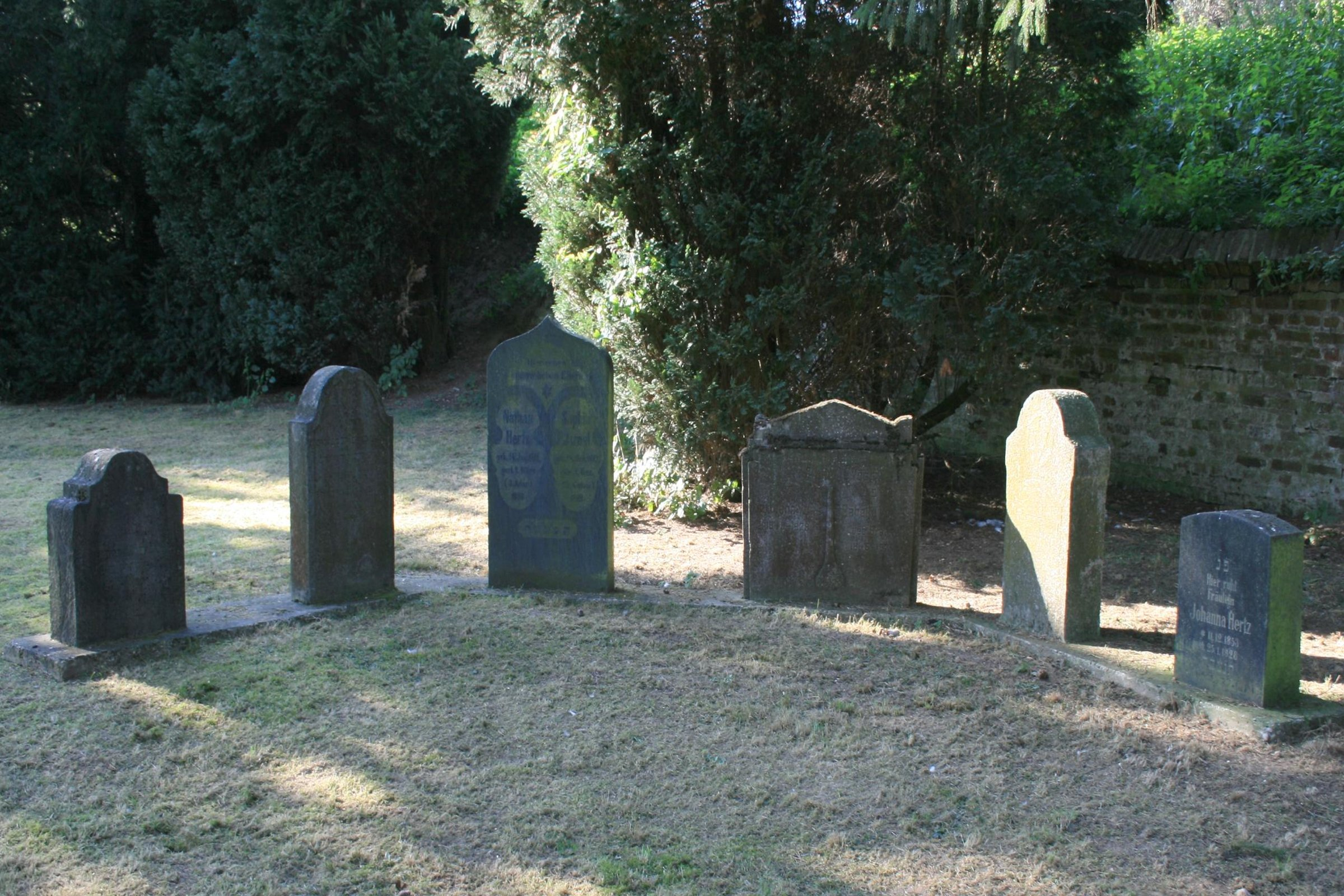
Jüdischer Friedhof in Boslar

In der Flur Am Mühlenbruch zwischen Boslar und Tetz erinnert der 1874 eingerichtete jüdische Friedhof an die jüdische Gemeinde Boslars. Dort finden sich noch sechs Grabsteine (Mazevot). Die jüdische Gemeinschaft entstand am Anfang des 19. Jahrhunderts und gehörte zur Synagogengemeinde Müntz.

## Kirche

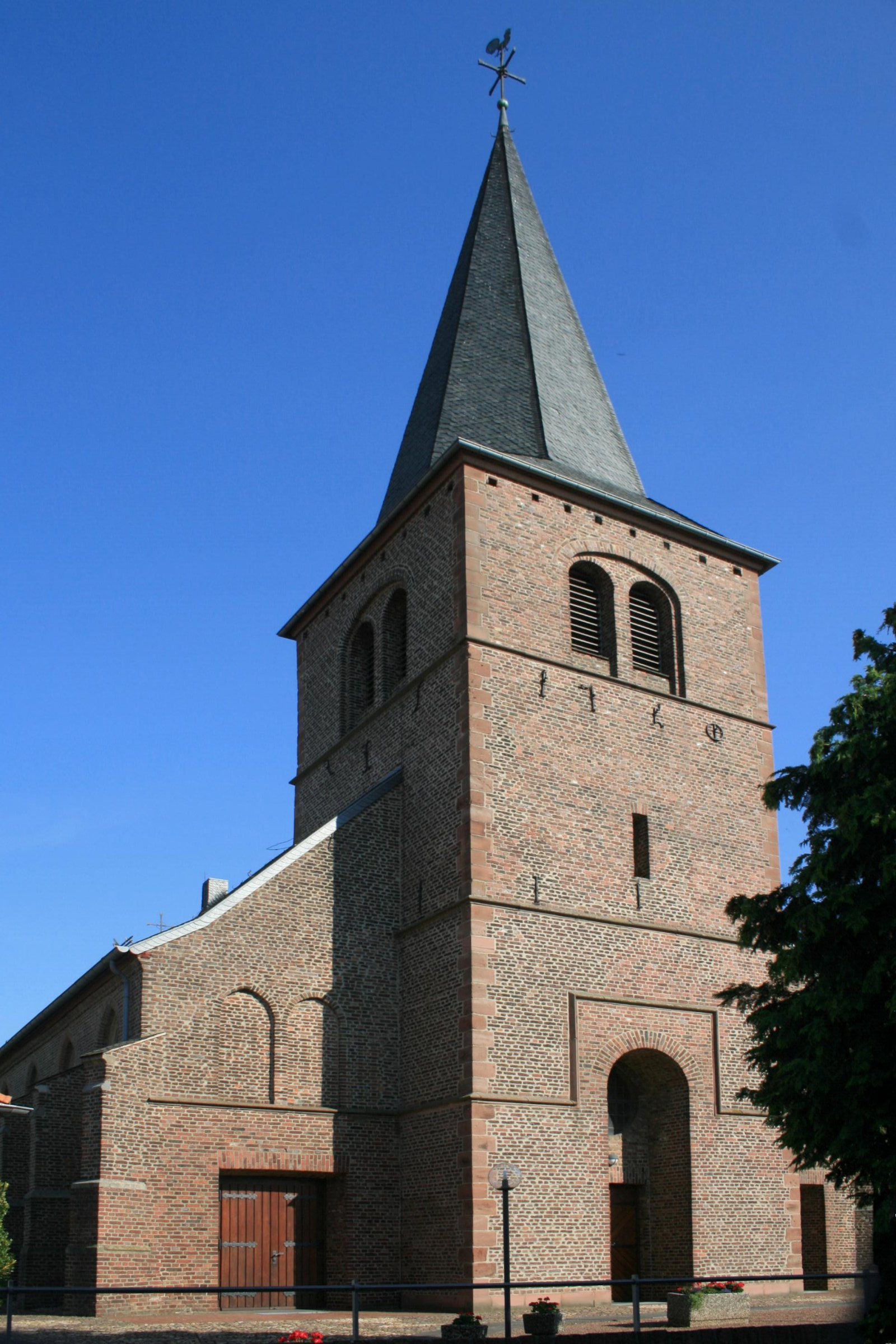
Kath. Pfarrkirche St. Gereon

St. Gereon ist die römisch-katholische Pfarrkirche des Ortes. Die Kirche ist unter Nummer 8 in die Liste der Baudenkmäler in Linnich eingetragen. Im Inneren befindet sich ein spätgotischer Marienaltar der Antwerpener Schule.

## Persönlichkeiten
- Wilhelm Korfmacher (1787–1860), Orgelbauer
- Josef Siegers (* 1936), Jurist

## Vereine
- Vereinigte Vereine Boslar
- Fußballclub Boslar
- Karnevalsgesellschaft „Alle Mann“ Boslar 1950 e. V.
- Kirchenchor St. Cäcilia Boslar
- Sangesfreunde „Harmonie“
- St. Sebastianus Schützenbruderschaft Boslar-Hompesch 1427 e. V.
- Turn-Gymnastik-Verein Boslar 1982
- Tambourcorps Boslar
- Freiwillige Feuerwehr Boslar
- Eicher Freunde Boslar e. V.

## Verkehr
Die AVV-Buslinie 287 des Rurtalbus verbindet Boslar mit den Nachbarorten Tetz und Hompesch sowie mit Linnich und Titz. Zusätzlich verkehrt zu bestimmten Zeiten ein Anruf-Sammel-Taxi. Zudem verkehren die Schulbuslinien 271, 274, 277 und 289.
| Linie | Verlauf |
| ----- | --- |
| 271   | (Verstärkerfahrten) Titz – Jülich |
| 274   | (Verstärkerfahrten) Barmen Haus Overbach – Aldenhoven / Jülich / Linnich / Titz |
| 277   | (Verstärkerfahrten) Schulen Linnich |
| 287   | (Linnich Rathaus –) Linnich-SIG Combibloc – Kiffelberg – (Tetz – Boslar – Hompesch – Müntz) / (Gevenich – Kofferen – Hottorf) – Hasselsweiler / (Ralshoven – Gevelsdorf) – Titz                                                                                           |
| 289   | (Verstärkerfahrten) Linnich – Gesamtschule Übach-Palenberg |
| AST   | AnrufSammelTaxi: Mo–Fr abends, Sa nachmittags/abends, So Jülich Bf/ZOB – Jülich Innenstadt – Koslar / Merzenhausen – Barmen – Floßdorf / Erzelbach / Boslar – Welz / Ederen / Rurdorf – Kofferen / Hottorf – Gereonsweiler – Gevenich / Kiffelberg – Glimbach – Körrenzig |

Das Ultraleichtfluggelände Linnich-Boslar liegt etwa 1 km südlich der Ortsmitte.